# Казак адебиети
Каза́х адебиети́ (каз. «Қазақ әдебиеті» — «Казахская литература») — казахская литературная газета, орган Союза писателей Казахстана. Издаётся в Алма-Ате с 1934 года. Наряду с журналами «Простор» и «Жулдыз», является одним из трёх казахстанских «литературных китов».

## Информация об издании
Газета «Казах адебиети» издаётся Союзом писателей Казахстана. Издание посвящено казахской литературе и искусству. На страницах «Казах адебиети» публикуются классические и современные литературные произведения казахских авторов, переводы классиков мировой литературы на казахский язык, а также литературоведческие и критические статьи. Кроме того, газета освещает вопросы языкознания, образования, политики и т. д.
Газета выходит 1 раз в неделю по пятницам в формате A3 на 24 листах. Тираж — 14799 экземпляров. Адрес редакции: Алма-Ата, проспект Абылай хана, 105, 3 этаж.

## История
Возникновение казахской еженедельной литературной газеты явилось важным событием в культурной жизни Казахской ССР. У её истоков стояли такие классики казахской литературы, как Сакен Сейфуллин, Ильяс Джансугуров, Беимбет Майлин, Мухтар Ауэзов, Сабит Муканов, Абдильда Тажибаев. Новому изданию оказывали поддержку видные государственные и общественные деятели: Джанайдар Садвокасов, Ураз Джандосов, Темирбек Жургенов и др. Первым редактором «Казах адебиети» стал известный писатель Габит Мусрепов Первый номер газеты вышел 10 января 1934 года.
Первые несколько лет периодичность газеты постоянно изменялась, а в январе 1940 года издание и вовсе прервалось. «Казах адебиети» снова начала выходить в январе 1955 года, после начала освоения целинных земель. Первым редактором восстановленной газеты стал поэт Сырбай Мауленов. При нём была организована еженедельная периодичность, сохраняющаяся и поныне.
В 1956 году в газете был опубликован ряд статей о казахском языке и культуре, в которых руководство Казахской ССР отметило признаки националистической идеологии. В связи с этим ЦК КП Казахстана 10 декабря 1956 года принял постановление «Об ошибках в газете „Казахская литература“», а на Мауленова на как главного редактора было наложено дисциплинарное взыскание. Однако работа газеты не была прервана.
С «Казах адебиети» сотрудничали такие писатели и журналисты, как Абиш Кекилбаев и Ахат Имантайулы Жаксыбаев. На её страницах публиковались статьи Каныша Сатпаева, Калибека Куанышпаева, Алькея Маргулана, Сералы Кожамкулова и других деятелей науки и культуры.
В 1984 году газета была награждена орденом Дружбы народов с формулировкой «за плодотворную работу по развитию национальной литературы и активному участию в образовании трудящихся».
После распада СССР газета продолжила работу как орган центральной писательской организации независимого Казахстана.

## Главные редакторы
- Январь — июль 1934 — Габит Мусрепов.
- Июль 1934 — март 1935 — Беимбет Майлин.
- Март 1935 — октябрь 1936 — Сабит Муканов[К 1].
- Ноябрь 1936 — июль 1937 — Беимбет Майлин[К 2].
- Декабрь 1937 — апрель 1938 — Аскар Токмагамбетов.
- Январь 1940 — Альжаппар Абишев[К 3].
- Январь 1955 — март 1957 — Сырбай Мауленов.
- Март 1957 — сентябрь 1958 — Ислам Жарылгапов.
- Октябрь 1958 — март 1959 — Абдильда Тажибаев.
- Апрель 1959 — ноябрь 1960 — Зейнолла Кабдолов.
- Декабрь 1960 — июль 1961 — Жумагали Саин.
- Август 1961 — март 1963 — Жумагали Исмагулов.
- Апрель — октябрь 1963 — Абен Сатыбалдиев.
- Ноябрь 1963 — май 1965 — Азилхан Нуршаихов.
- Май 1965 — март 1967 — Капан Сатыбалдин.
- Апрель 1967 — август 1969 — Ныгмет Габдуллин.
- Август 1969 — февраль 1970 — Сакен Жунусов[К 4].
- Август 1970 — март 1973 — Ануар Алимжанов.
- Март 1973 — апрель 1977 — Сырбай Мауленов.
- Апрель 1977 — октябрь 1980 — Саин Муратбеков.
- Октябрь 1980 — ноябрь 1989 — Шерхан Муртаза.
- Ноябрь 1989 — октябрь 1991 — Толен Абдиков.
- Октябрь 1991 — май 1993 — Оралхан Бокеев.
- Июль 1993 — ноябрь 1997 — Ахат Жаксыбаев.
- Декабрь 1997 — июнь 1999 — Жумабай Кенжалин.
- Июнь 1999 — май 2002 — Жусипбек Коргасбек.
- Май 2002 — февраль 2008 — Улугбек Есдаулетов.
- Февраль 2008 — август 2017 — Жумабай Шаштайулы.
- Август 2017 — июль 2018 — Жанарбек Ашимжанов.
- С июля 2018 г. — Даурен Куат.

## Комментарии
1. ↑  Для некоторых газет данного периода временно исполняющими обязанности главного редактора указаны Кадыр Куанышев, Утебай Турманжанов, Таир Жароков и Жакан Сыздыков.
2. ↑  Беимбет Майлин подписывал только номера от конца 1936 года и июля 1937. Номера от первой половины 1937 года подписывали Таир Жароков и Утебай Турманжанов.
3. ↑  В 1939 году вышло всего два номера, оба без указания главного редактора. С января 1940 по январь 1955 года издание газеты было приостановлено.
4. ↑  По словам Сакена Жунусова, в бытность заведующим отделом прозы ему периодически приходилось исполнять обязанности главного редактора.